# Arby landskommun
Arby landskommun var en kommun i Kalmar län.

## Administrativ historik
Kommunen inrättades som landskommun i Arby socken i Södra Möre härad i Småland när 1862 års kommunalförordningar trädde i kraft. Den uppgick 1952 i Södermöre landskommun som 1971 uppgick i Kalmar kommun.

## Politik

### Mandatfördelning i Arby landskommun 1938-1946
| 5 | 10 |

| 15 |

| 7 | 8 |

| 15 |

| 7 | 8 |

| 15 |